# Australasian Masters
Australasian Masters - щорічний шаховий турнір, який проводиться в Мельбурні (Австралія) починаючи з 1987 року. Це турнір за запрошенням, в якому зазвичай 10 гравців грають в одне коло. Починаючи 2013 року змагання стало єдиним в Австралії круговим гросмейстерським турніром. Головним спонсором турніру з моменту його заснування був Едді Леві (або його компанія Hallsten).

## Переможці
- 1987 Дерріл Йохансен
- 1989 Стівен Соломон Гай Вест
- 1990 Стівен Соломон
- 1991 Стівен Соломон
- 1992 Антоні Майлс
- 1993 Михайло Глузман
- 1994 Леонід Сандлер
- 1995 Ти Хоанг Тхонг
- 1996 Нгуєн Ань Зунг
- 1997 Стівен Соломон
- 1998 Кріс Депаскаль
- 1999 Гері Лейн
- 2000 Адам Гант
- 2001 Гай Вест Дерріл Йохансен[1]
- 2002 Гай Вест Михайло Глузман[2]
- 2003 Стівен Соломон[3]
- 2004 Дейвід Смердон Дерріл Йохансен
- 2005 Джессі Сейлз[4]
- 2006 Джордж Сє[5]
- 2008 Володимир Смірнов[6]
- 2009 Стівен Соломон[7]
- 2010 Стівен Соломон[8]
- 2011 Джеймс Морріс[9][10]
- 2012 Антон Смірнов, Боббі Ченг, Джеймс Морріс[11][12]
- 2013 Нормундс Мієзіс і Василь Папін
- 2014 Василь Папін, Рустам Хуснутдінов і Муртас Кажгалєєв
- 2015 Канан Іззат
- 2016 Антон Смірнов
- 2017 Василь Папін, Адрієн Демут

## Норми гросмейстерів та міжнародних майстрів
Починаючи з 2013 року стали доступні норми гросмейстера за виступи понад 2600,  завдяки участі іноземних гросмейстерів. Норми міжнародного майстра також дорступні.